# 斯特林·K·布朗
斯特林·凱爾比·布朗（英語：Sterling Kelby Brown，1976年4月5日—），美國男演員。他較知名的是在Lifetime電視劇《軍妻》（2007年至2013年）中飾演羅蘭·波頓。後在FX電視劇《公眾與O·J·辛普森的對決：美國犯罪故事》（2016年）中飾演克里斯多福·達登一角，並為此贏得了黃金時段艾美獎有限劇集或電視電影最佳男配角。2016年起，布朗於NBC電視劇《這就是我們》中飾演藍道爾·皮爾森；他因此角而於2017年贏得了黃金時段艾美獎劇情類最佳男主角、後於2018年贏得了金球獎劇情類劇集最佳男主角，更在2023年憑著《美国小说》喜提奥斯卡最佳男配角奖提名。

## 早期生活
斯特林·K·布朗出生於密蘇里州聖路易。他是小斯特林·布朗（Sterling Brown Jr.）和阿拉班·班克斯·布朗（Aralean Banks Brown）的五名小孩之一；他有兩名姊妹和兩名兄弟。布朗的父親在他10歲時過世；他的中間名為「凱爾比（Kelby）」，在孩童時期，直到他16歲起才開始使用「斯特林（Sterling）」一名來紀念已故的父親。布朗主要是在密蘇里州奧利韋特長大，並在那就讀了瑪麗學院和聖路易斯國家日校。布朗於1998年於史丹佛大學畢業並獲得了文學士的學位。他最初想從事商業工作，但卻愛上了一名大學新生（即他未來的妻子萊茵·米雪兒·貝絲）。之後，布朗從紐約大學的蒂施藝術學院中獲得了藝術創作碩士的學位。

## 職業生涯
大學畢業後，布朗在地區劇院中出演多名角色。布朗的職業生涯起於2002年，他在瑞克·法穆易瓦的電影《巧克力甜心》中飾演了一名小角色，並於同年起在電視劇《危急最前線》（第三季至第五季）中參演。之後，布朗相繼於電視劇《紐約重案組》（2004年）、《執法悍將》（2004年）和《飲食失控》（2005年）中擔任小配角。此外，他於2005年時還在伊旺·麥奎格主演的電影《離魂》中飾演了一名小角色。2006年至2007年間，布朗在CW電視劇《超自然檔案》中擔任常駐演員，他在劇中所飾演的是一名吸血鬼獵人高登·沃克。而在2007年至2013年，他在Lifetime電視劇《軍妻》中主演羅蘭·波頓醫生一角。
布朗除了電視劇和電影外亦會參演舞台劇；如2014年，他在蘇珊-洛瑞·帕克斯的奧德賽戲劇《Father Comes Home From the Wars》中飾演英雄，該劇於紐約市的公共劇院中演出。
2016年，布朗在FX電視劇《公眾與O·J·辛普森的對決：美國犯罪故事》（2016年）中飾演主要角色克里斯多福·達登；在劇中，他是一名負責O·J·辛普森公訴案的檢察官。布朗所詮釋的達登獲得了普遍讚譽，並在第68屆黃金時段艾美獎上贏得了有限劇集或電視電影最佳男配角。2016年起，他於NBC電視劇《這就是我們》中飾演藍道爾·皮爾森一角。2017年，布朗也因在《這就是我們》中的演出而贏得了黃金時段艾美獎劇情類最佳男主角。在2018年的第75屆金球獎上，他憑《這就是我們》贏得了最佳戲劇類電視男主角，這也象徵著布朗是首位贏得該獎項的非裔美國人演員。布朗在頒獎典禮上表示，「我站在這拿著這個獎杯。我希望從現在的75年起也能有另一名黑人演員站在這拿著它。」
2016年11月，宣布布朗將出演漫威電影宇宙電影《黑豹》，該片於2018年上映。後於2017年初，他也被證實將會參演由沙恩·布萊克執導的電影《終極戰士：掠奪者》。
2018年2月20日，據NBC宣布，布朗將首度主持電視節目《週六夜現場》，該集於3月10日播出。2018年4月20日，宣布他將加入《憤怒鳥玩電影》（2016年）續集《憤怒鳥玩電影2：冰的啦！》的配音演出。
2023年，布朗亮相於電影《美式小說》，為此提名奥斯卡最佳男配角奖。

## 個人生活
2007年6月，布朗與女演員萊茵·米雪兒·貝絲結婚，兩人最初是在大學時期相識；成婚後，他們有著兩個兒子。

## 作品列表

### 電影
| 年份 | 標題                        | 角色                                                  | 導演                             | 附註   |
| ---- | --------------------------- | ----------------------------------------------------- | -------------------------------- | ------ |
| 2002 | 《巧克力甜心》              | 同事                                                  | 瑞克·法穆易瓦                    |        |
| 2005 | 《相信你的男人》            | 蘭德（Rand）                                          | 巴特·佛萊林區                    |        |
| 2005 | 《離魂》                    | 佛萊德瑞克／德文（Frederick / Devon）                 | 馬克·福斯特                      |        |
| 2008 | 《世紀交鋒》                | 羅傑斯（Rogers）                                      | 瓊·艾弗納                        |        |
| 2011 | 《我的白癡老哥》            | 歐馬·柯曼（Omar Coleman）                             | 傑西·派瑞茲                      |        |
| 2013 | 《極度重犯》                | 嫌犯之一                                              | 史都華·康奈利（Stuart Connelly） |        |
| 2015 | 《莫哈維沙漠》              | 弗萊契警探（Detective Fletcher）                      | 威廉·蒙納                        | 未掛名 |
| 2016 | 《戰地女記者》              | 赫德中士（Sgt. Hurd）                                 | 葛倫·費卡拉與約翰·瑞卡           |        |
| 2016 | 《太空人》                  | 羅尼·史考特（Rodney Scott）                           | 布萊特·拉普金（Brett Rapkin）    |        |
| 2017 | 《黑白正義》                | 喬瑟夫·斯佩爾（Joseph Spell）                         | 雷吉諾·赫德林                    |        |
| 2018 | 《黑豹》                    | 尼喬布（N'Jobu）                                      | 萊恩·庫格勒                      |        |
| 2018 | 《終極戰士：掠奪者》        | 威爾·特雷格（Will Traeger）                           | 沙恩·布萊克                      |        |
| 2018 | 《犯罪急診室》              | 威基基（Waikiki）                                     | 德魯·皮爾斯                      |        |
| 2019 | 《憤怒鳥玩電影2：冰的啦！》 | 蓋瑞（Garry）                                         | 瑟普·范奧爾曼                    | 配音   |
| 2019 | 《冰雪奇緣2》               | 馬蒂亞斯中尉（Lieutenant Matthias）                   | 珍妮佛·李與克里斯·巴克           | 配音   |
| 2020 | 《驚悚合奏》                | 法蘭克·懷特（Frank White）                            | 里德·莫拉諾                      |        |
| 2022 | 《耶穌拯救你的靈魂》        | 李-柯蒂斯·柴爾茲（Lee-Curtis Childs）                 | 阿達瑪·埃博（Adamma Ebo）        |        |
| 2023 | 《生物圈》                  | 雷（Ray）                                             | 梅爾·艾絲琳                      |        |
| 2023 | 《美国小说》                | 克利福德·「克利夫」·艾里森（Clifford "Cliff" Elliso） | 柯德·杰弗森                      |        |
| 2024 | 《異星戰境》                | 艾利亞斯·班克斯上校（Colonel Elias Banks）            | 布萊德·派頓                      |        |
| TBA  | 《聖戰士》                  |                                                       | 勞森·馬修·托波                   |        |

### 電視
| 年份      | 標題                                     | 角色                                            | 附註                                         |
| --------- | ---------------------------------------- | ----------------------------------------------- | -------------------------------------------- |
| 2002–2004 | 《危急最前線》                           | 愛德華·戴德警官（Officer Edward Dade）          | 9集                                          |
| 2003      | 《駭客》                                 | 拉希德·摩根（Rasheed Morgan）                   | 單集：〈Hidden Agenda〉                      |
| 2003      | 《泰山》                                 | 凱瑞警探（Detective Carey）                     | 2集                                          |
| 2004      | 《急診室的春天》                         | 巴布·哈里斯（Bob Harris）                       | 單集：〈Get Carter〉                         |
| 2004      | 《紐約重案組》                           | 凱爾文·喬治（Kelvin George）                    | 單集：〈Chatty Chatty Bang Bang〉            |
| 2004      | 《執法悍將》                             | 哈利·史密斯中士（Sgt. Harry Smith）             | 單集：〈Coming Home〉                        |
| 2005      | 《波城法網》                             | 齊克·柏恩斯（Zeke Borns）                       | 單集：〈Death Be Not Proud〉                 |
| 2005      | 《飲食失控》                             | 亞當·威廉斯（Adam Williams）                    | 7集                                          |
| 2006–2007 | 《超自然檔案》                           | 高登·沃克（Gordon Walker）                      | 4集                                          |
| 2006      | 《特務A》                                | 蘭斯探員（Agent Rance）                         | 單集：〈There's Only One Sidney Bristow〉    |
| 2006      | 《天衣無縫》                             | 柯瑞先生（Mr. Corey）                           | 單集：〈Three〉                              |
| 2006      | 《失蹤現場》                             | 湯瑪士·比格斯（Thomas Biggs）                   | 單集：〈Watch Over Me〉                      |
| 2007–2013 | 《軍妻》                                 | 羅蘭·波頓                                       | 107集                                        |
| 2007      | 《律政狂鯊》                             | 昆頓·諾斯（Quenton North）                      | 單集：〈Teacher's Pet〉                      |
| 2007      | 《對峙》                                 | 羅素·馬許（Russell Marsh）                      | 單集：〈Lie to Me〉                          |
| 2008      | 《神奇律師》                             | 大衛·摩斯利（David Mosley）                     | 單集：〈Patience〉                           |
| 2010      | 《靈媒緝凶》                             | 陶德·吉利斯（Todd Gillis）                      | 單集：〈The People in Your Neighborhood〉    |
| 2011      | 《底特律重案組》                         | 卡麥隆·瓊斯（Cameron Jones）                    | 單集：〈Ice Man/Malibu〉                     |
| 2011      | 《法庭女王》                             | 安德魯·博伊蘭（Andrew Boylan）                  | 單集：〈Feeding the Rat〉                    |
| 2011      | 《律政俏師太》                           | 湯瑪士先生（Mr. Thomas）                        | 單集：〈American Girl〉                      |
| 2012      | 《霹靂煞》                               | 尼克·安森（Nick Anson）                         | 單集：〈True Believer〉                      |
| 2012–2013 | 《疑犯追蹤》                             | 卡爾·比徹警探（Detective Cal Beecher）          | 6集                                          |
| 2013      | 《重返犯罪現場》                         | 伊利亞·貝納爾（Elijah Banner）                  | 單集：〈Devil's Triad〉                      |
| 2014      | 《心計》                                 | 希金斯探員（Agent Higgins）                     | 單集：〈White Lies〉                         |
| 2014      | 《性愛大師》                             | 馬克斯（Marcus）                                | 單集：〈Story of My Life〉                   |
| 2015      | 《靈書妙探》                             | 艾德·雷利（Ed Redley）                          | 單集：〈The Wrong Stuff〉                    |
| 2015      | 《犯罪心理》                             | 費茲（Fitz）                                    | 單集：〈Beyond Borders〉                     |
| 2016      | 《公眾與O·J·辛普森的對決：美國犯罪故事》 | 克里斯多福·達登                                 | 10集                                         |
| 2016–2022 | 《這就是我們》                           | 藍道爾·肯尼斯·皮爾森（Randall Kenneth Pearson） | 72集                                         |
| 2017      | 《閨蜜向前衝》                           | 萊諾（Lionel）                                  | 2集                                          |
| 2017      | 《荒野求生全明星》                       | 他自己                                          | 單集：〈Sterling K. Brown〉                  |
| 2018      | 《週六夜現場》                           | 他自己／主持人                                  | 單集：〈Sterling K. Brown/James Bay〉        |
| 2018      | 《荒唐分局》                             | 菲利普·大衛森（Philip Davidson）                | 單集：〈徹夜審訊〉                           |
| 2018      | Black Love                               | 他自己                                          | 2集                                          |
| 2018      | 《機器雞》                               | 各種角色                                        | 配音；單集：〈Shall I Visit the Dinosaurs?〉 |
| 2019      | 《寂寞孤島鉅獻：霸擊兄弟的傳奇軼事》     | 希雅                                            | 電視特輯                                     |
| 2019      | 《芝麻街》                               | 他自己                                          | 單集：〈Sesame Street 50th Anniversary〉     |
| 2019      | 《漫才梅索太太》                         | 雷吉（Reggie）                                  | 4集                                          |
| 2019–2020 | 《在迪士尼的一天》                       | 旁白                                            | 電視紀錄片；52集                             |
| 2020      | 《奇玻與幻獸的狂想紀元》                 | 李歐·歐卡（Lio Oak）                            | 配音；4集                                    |
| 2020      | 《白宫风云特辑：投票利民》               | 里奥·马加瑞                                     | 電視特輯                                     |
| 2020      | 《青春無密語》                           | 麥可·安吉洛（Michael Angelo）                   | 配音；4集                                    |
| 2021–2022 | 《外星也难民》                           | 哈克（Halk）                                    | 配音；10集                                   |
| 2022      | 《愛打岔的小雞》                         | 老爹（Papa）                                    | 配音；12集                                   |
| 2023–     | 《無敵少俠》                             | 安斯特羅姆·李維（Angstrom Levy）                | 配音                                         |
| 2025      | 《極樂凶間》                             | 澤維爾·柯林斯（Xavier Collins）                 | 兼執行製片人                                 |

### MV
| 年份 | 標題               | 創作者                   | 角色 | 附註 |
| ---- | ------------------ | ------------------------ | ---- | ---- |
| 2019 | 〈Oakland Nights〉 | 寂寞孤島樂團（聯合希雅） | 希雅 |      |

## 得獎與提名
布朗於2017年憑在《這就是我們》中的演出而贏得了黃金時段艾美獎劇情類最佳男主角，這也使自己成為繼安德魯·布瑞格（1998年）後下一位獲得該獎項的非洲裔男演員。2018年，他在第75屆金球獎上，憑《這就是我們》贏得了最佳戲劇類電視男主角，創下首位奪得該獎項的非裔演員紀錄。

## 外部連結
- 斯特林·K·布朗在互联网电影资料库（IMDb）上的資料（英文）
- 在AllMovie上斯特林·K·布朗的頁面（英文）
- 斯特林·K·布朗的X（前Twitter）
- 斯特林·K·布朗的Instagram帳戶